# Accipiter nanus
El gavilancito de Célebes, azor chico celebiano o gavilancito moluqueño (Accipiter nanus) es una especie de ave accipitriforme de la familia Accipitridae.
Es endémica de Indonesia, las islas Célebes y Buton. Su hábitat natural son los bosques húmedos montanos y bosques degradados. Se parece bastante al gavilán pechirrojo (Accipiter rhodogaster), pero se cree que está más estrechamente relacionado con el gavilán Besra. Es uno de los miembros más pequeños de su familia (longitud de aproximadamente 25 cm). Caza insectos y aves pequeñas.
Está amenazado por la pérdida de hábitat. No hay muchos registros verificados de esta especie, pero se sabe que se producen al menos en el Parque nacional Lore Lindu.